# Большое Карасёво
Большое Карасёво — село в городском округе Коломна Московской области. До 2017 года входило в Биорковское сельское поселение Коломенского района.

## География
Расположено на юго-западе района, берегу пруда, устроенного в Выселковском овраге. Ближайшее село — Малое Карасёво — в 1 км на север, железнодорожная станция — Карасёво Озёрской ветки Рязанского направления Московской железной дороги в 1,5 км. Расстояние до райцентра около 13 км.

## История
В доступных источниках впервые встречается, как Карасевы, на Карте Московской Провинции Горихвостова 1774 года.
12 июля 2024 года в непосредственной близости от деревни разбился гражданский самолёт SSJ 100 авиакомпании «Газпром авиа», погибли всё 3 человека, находившиеся на борту.

## Население
| 2002 | 2006 | 2010 | 2021 |
| ---- | ---- | ---- | ---- |
| 44   | ↘41  | ↗49  | ↗79  |

## Транспорт
Деревня имеет регулярное пассажирское автотранспортное сообщение с Коломной — автобус № 23, следующий до деревни.